# Jem
Jem, vlastním jménem Jemma Griffiths, (* 18. května 1975) je velšská zpěvačka. Narodila se v jihovelšském městě Penarth. Měla tři sourozence (dvě sestry, přičemž mladší Georgia byla zpěvačkou skupiny Weapons of Mass Belief, a jednoho bratra, který jako zpěvák vystupuje pod jménem Glass Pear). Od roku 1993 studovala právo na University of Sussex. Svou první nahrávku, EP It All Starts Here, vydala v říjnu roku 2003. První řadové album Finally Woken následovalo v březnu 2004 a druhé Down to Earth o čtyři a půl roku později.